# Haus „In den drei japanesischen Märtyrern“
Das Haus „In den drei japanesischen Märtyrern“ an der Benrather Straße 11 in Düsseldorf wird sowohl historisch als auch architektonisch rezipiert. Der Historiker Heinrich Ferber beschreibt, dass das von den Jesuiten so genannte Haus auch von dem Adligen C. E. von Oven sowie der Familie Winkelmann bewohnt wurde. Die Architekten Josef Kleesattel und Paul Sültenfuß würdigen die Treppendekoration des Hauses. Josef Kleesattel schreibt sie dem französischen Empire zu – „eine vortreffliche Empiretreppe“. Das Haus besteht nicht mehr.

## Geschichte
Das Gebäude wurde von Jesuiten erbaut, die es zum Gedächtnis der Jesuiten unter den Märtyrern von Nagasaki errichteten und „In den drei japanesischen Märtyrern“ nannten. Später wohnte im Haus Carl Engelbert von Oven, dann die Familie Winkelmann, danach Fräulein Louise Siepermann. Um 1900 gehörte das Gebäude Benrather Straße 11 dem Städtischen Männer-Gesangsverein.

## Architektur
Josef Kleesattel bemerkt die Treppe im Gebäude und schreibt sie dem französischen Empire zu: 

„das Gebäude des städtischen Männergesangvereins [, das] eine vortreffliche Empiretreppe aufweist.“

Paul Sültenfuß würdigt die Treppendekoration des Hauses in einer Zeichnung.

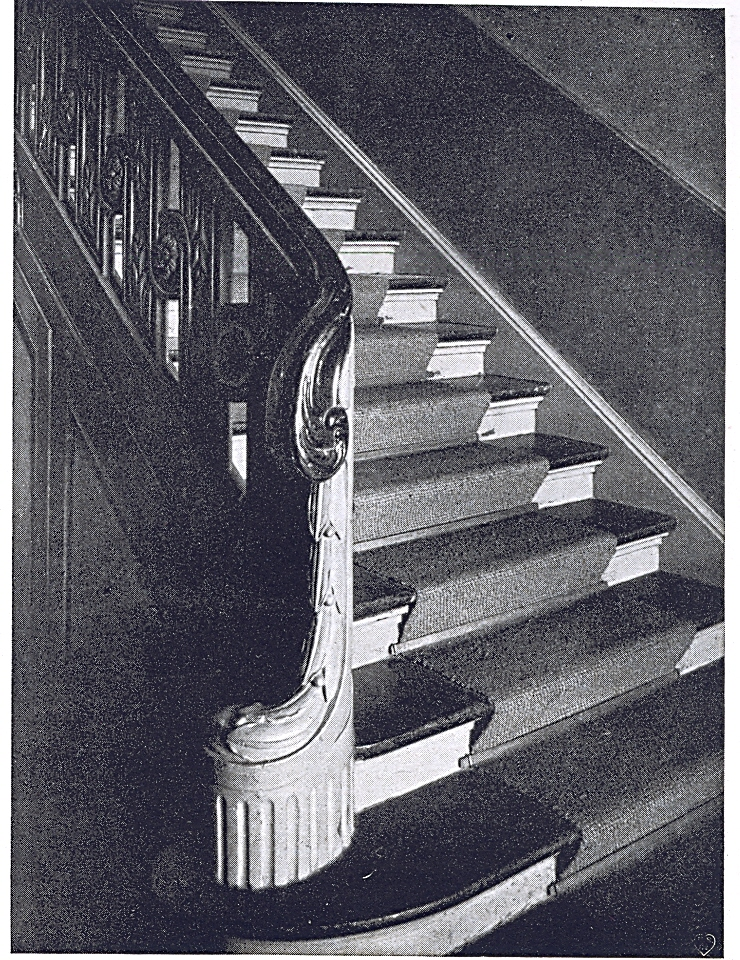
Josef Kleesattel: Benrather Straße 11, Treppe
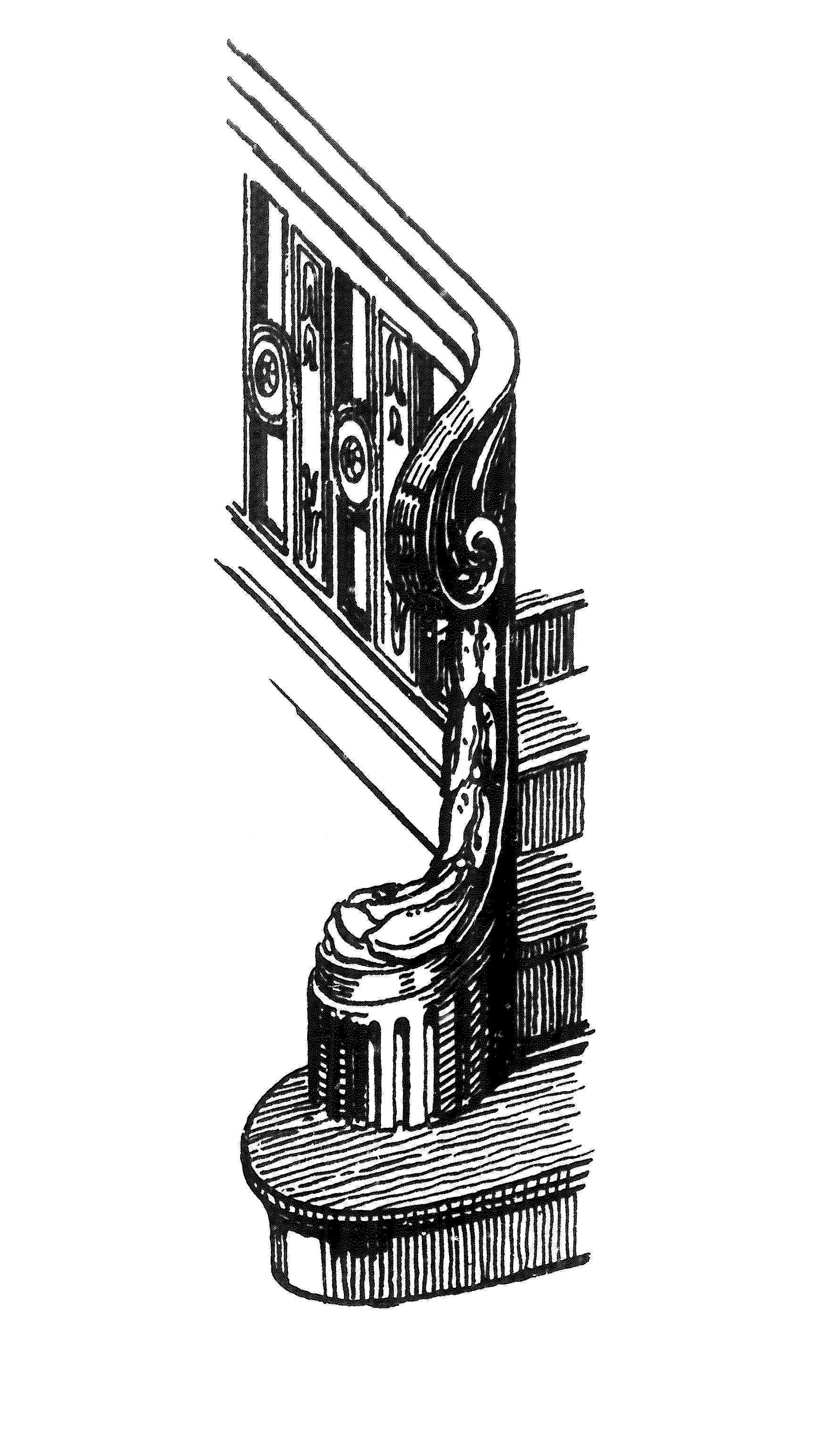
Paul Sültenfuß: Benrather Straße 11, Treppe